# Labrundinia hirsuta
Labrundinia hirsuta är en tvåvingeart som beskrevs av Roback 1987. Labrundinia hirsuta ingår i släktet Labrundinia och familjen fjädermyggor.
Artens utbredningsområde är Colombia. Inga underarter finns listade i Catalogue of Life.